# Kurt Sanderling
Kurt Sanderling (Arys, 19 settembre 1912 – Berlino, 17 settembre 2011) è stato un direttore d'orchestra tedesco.

## Biografia
Originario del Regno di Prussia dell'Impero tedesco (oggi in Polonia), fu maestro sostituto dal 1931 con Wilhelm Furtwängler ed Erich Kleiber, presso la Deutsche Oper Berlin, nella città dove compì gli studi musicali. 
Dopo essere stato costretto ad abbandonare la Germania nazista nel 1936 per la sua appartenenza al Popolo ebraico, lavorò fino al 1941 a Mosca per l'Orchestra Sinfonica della radio, dal 1939 per l'Orchestra di Charkiv, lavorando anche a Novosibirsk e dal 1942 al 1960 fu direttore principale insieme a Evgeny Mravinsky dell'Orchestra filarmonica di San Pietroburgo.
Dal 1942 conosce e diventa amico di Dmitri Shostakovich.
Nel 1960 tornò in Germania dove assunse la direzione dell'orchestra sinfonica di Berlino Est (Berliner Symphonie-Orchester), che tenne fino al 1977; dal 1964 al 1967 fu direttore principale anche della Staatskapelle Dresden.
Debuttò in Gran Bretagna nel 1970.
A partire dal 1980 collaborò con la Philharmonia ad una serie di esecuzioni notevoli dell'integrale delle sinfonie di Beethoven a Wembley.
Nel 2002 riceve l'Ordine dell'Impero Britannico.
È scomparso nel 2011, due giorni prima del suo 99-esimo compleanno.

## Onorificenze
Fu nominato dalla Philharmonia "Conductor Emeritus".
È stato anche Direttore Emerito della Madrid Symphony Orchestra.
Le sue registrazioni comprendevano tutte le sinfonie di Beethoven con la Philharmonia e i suoi concerti per pianoforte con la pianista Mitsuko Uchida (Orchestra reale del Concertgebouw e
Orchestra Sinfonica della Radio Bavarese). Degna di nota è anche la registrazione del ciclo completo delle sinfonie di Sibelius con la Berliner Sinfonie-Orchester (dal 2006 rinominata Konzerthausorchester Berlin).
Ha diretto con i migliori pianisti del '900 come Richter, Yudina, Gilels, Grinberg, Uchida, Leonskaja.
È stato spesso invitato come direttore ospite presso istituzioni sinfoniche e festival in diversi paesi dell'Europa occidentale.

## Vita privata
Nel 1941 si sposa con Nina Bobath e nel 1942 nasce il figlio Thomas che è un direttore d'orchestra.
Ma il suo matrimonio finì con il divorzio appena dopo il suo ritorno nella Germania Orientale nel 1960.
Nel 1963 sposa Barbara Wagner, Contrabbasso dell'Orchestra di Berlino e nel 1964 nasce il figlio Stefan che è un direttore d'orchestra e nel 1967 il figlio Michael che è un direttore d'orchestra e violoncellista.

## Discografia
- Beethoven, Conc. pf. n. 1-5/Var. do min. WoO 80 - Uchida/Sanderling/Bayer. RSO, 1994/1998 Philips
- Beethoven: Symphony No. 2 in D Major - Kurt Sanderling/Leningrad Philharmonic Orchestra/Sviatoslav Richter/Vienna Symphony Orchestra, 2004 Deutsche Grammophon
- Mahler: Symphony No. 9 - Kurt Sanderling/Philharmonia Orchestra, 1992 Erato
- Mozart Beethoven, Conc. pf. n. 3/Conc. pf. n. 20 - Richter/Sanderling/Wislocki, 1963 Deutsche Grammophon
- Rachmaninov: Symphony No. 2 - Kurt Sanderling/Leningrad Philharmonic Orchestra, 1956 Deutsche Grammophon
- Schostakowitsch: Symphonies No. 1/ No. 5/ No. 6/ No. 8/ No. 10/ No. 15 - Kurt Sanderling/ Berlin Symphony Orchestra, 1976/ 1982 Berlin Classics
- Schumann: Piano Concerto - Alfred Brendel/Philharmonia Orchestra/Kurt Sanderling, 1998 Philips
- Sibelius: Complete Symphonies and Tone Poems - Moscow Philharmonic Orchestra/Vasily Sinaisky/ Berliner Sinfonie-Orchester/Kurt Sanderling, Brilliant